# إسماعيل أحمد (لاعب كرة سلة)
إسماعيل أحمد عبد المنعم (مواليد 23 سبتمبر 1976)  هو لاعب كرة سلة مصري-لبناني يلعب في مركز لاعب هجوم قوي الجسم أولاعب وسط (كرة سلة) في نادي الاتحاد.

## روابط خارجية
- إسماعيل أحمد (لاعب كرة سلة) على موقع الاتحاد الدولي لكرة السلة (الإنجليزية)
- إسماعيل أحمد (لاعب كرة سلة) على موقع كرة السلة الأوروبية.كوم (الإنجليزية)
- إسماعيل أحمد (لاعب كرة سلة) على موقع ريلجم (الإنجليزية)